# Луций Децидий Сакса
Лу́ций Деци́дий Са́кса (лат. Lucius Decidius Saxa; погиб в 40 году до н. э. в Киликии, Римская республика) — римский военачальник и политический деятель, народный трибун 44 года до н. э. Участвовал в гражданских войнах на стороне цезарианцев, управлял провинцией Сирия. Потерпел поражение и погиб в войне с парфянами.

## Биография
Луций Децидий был родом из Испании (по выражению Марка Туллия Цицерона, «из глубин Кельтиберии») и не принадлежал к римским гражданам. В источниках упоминается его младший брат, квестор 40 года до н. э., преномен которого неизвестен.
Луций Децидий начал свою карьеру, сражаясь в гражданских войнах под началом Гая Юлия Цезаря. Предположительно он участвовал в двух испанских кампаниях — 49 и 45 годов до н. э. За заслуги он получил римское гражданство, вместе с Цезарем приехал в 45 году до н. э. в Рим и стал народным трибуном на следующий год. Летом 44 года до н. э. Луций стал членом комиссии, занимавшейся наделением ветеранов землёй в Кампании; по данным Цицерона, он смог на этом обогатиться.
После убийства Цезаря Луций стал сторонником Марка Антония. Он участвовал в Мутинской войне, за что не раз подвергался нападкам Цицерона в сенате. В 42 году до н. э. Сакса принял активное участие в новой гражданской войне: вместе с Гаем Норбаном Флакком он возглавил восемь легионов и высадился на Балканах, а затем, пройдя по Эгнациевой дороге через Македонию и Горную Фракию, занял стратегически важное Сапейское ущелье, преградив там путь армиям Марка Юния Брута и Гая Кассия Лонгина, только что переправившимся через Геллеспонт. Благодаря помощи одного из фракийских царей Брут смог обойти позиции Саксы и Норбана по пути, считавшемуся до этого непроходимым; тем пришлось отступить к Амфиполю. Там они разбили укреплённый лагерь и дождались подхода Марка Антония с основными силами.
После разгрома республиканцев при Филиппах Луций Децидий сопровождал Антония в Азию и там был назначен наместником Сирии (41 год до н. э.). Вскоре в его провинцию вторгся помпеянец Квинт Лабиен с парфянской армией. Сакса потерпел поражение между Антиохией и Апамеей; боясь, что его войско перейдёт на сторону Лабиена, он бежал с немногими спутниками в Киликию, но был настигнут. Согласно Луцию Аннею Флору, он покончил с собой, чтобы не попасть в плен, согласно Веллею Патеркулу и Диону Кассию, был убит врагами.